# Monts de Daïa
Les monts de Daïa ou monts de Dhaya sont une chaîne montagneuse d'Algérie située dans l'Ouest du pays et constituant une partie de l’Atlas tellien.

## Géographie
Les monts de Daïa sont situés en Oranie intérieure, entre Saïda et Telagh, et constituent un relief accidenté et boisé de chênes verts et de pins d'Alep, à la bordure des plaines steppiques au sud.
Les monts font partie de l’Atlas tellien et se situent entre les monts de Tlemcen et les monts de Saïda. Ils correspondent dans leur grande majorité au massif forestier de Telagh et sont orientés sud-ouest/nord-est. Les altitudes varient entre 1 300 et 1 400 mètres.